# Superprestige 1987-1988
Navigation
1986-1987 1988-1989
La 6e édition du Superprestige s'est déroulée entre les mois d'octobre 1987 et février 1988. Elle comprenait dix manches disputées par les élites. Le classement général a été remporté par Roland Liboton pour la troisième fois.

## Hommes élites

### Résultats
| #  | Date         | Lieu                                       | Vainqueur          | Deuxième           | Troisième          | Leader du classement général |
| -- | ------------ | ------------------------------------------ | ------------------ | ------------------ | ------------------ | ---------------------------- |
| 1  | 1er octobre  | Zurich-Waid (Waidquer Zurich)              | Paul De Brauwer    | Frank van Bakel    | Martin Hendriks    | Paul De Brauwer              |
| 2  | 15 octobre   | Zarautz (Cyclo-cross de Zarautz)           | Roland Liboton     | Martin Hendriks    | Rein Groenendaal   |                              |
| 3  | 1er novembre | Oss (Cyclo-cross d'Oss)                    | Hennie Stamsnijder | Roland Liboton     | Rein Groenendaal   |                              |
| 4  | 15 novembre  | Rome (Cyclo-cross de Rome)                 | Roland Liboton     | Hennie Stamsnijder | Yvan Messelis      |                              |
| 5  | 25 novembre  | Valkenswaard (Cyclo-cross de Valkenswaard) | Rein Groenendaal   | Martin Hendriks    | Hennie Stamsnijder |                              |
| 6  | 1er décembre | Overijse (Druivencross)                    | Roland Liboton     | Hennie Stamsnijder | Paul De Brauwer    |                              |
| 7  | 10 décembre  | Diegem (Cyclo-cross de Diegem)             | Roland Liboton     | Henk Baars         | Paul De Brauwer    |                              |
| 8  | 18 décembre  | Gavere (Cyclo-cross d'Asper-Gavere)        | Roland Liboton     | Yvan Messelis      | Albert Zweifel     |                              |
| 9  | 1er février  | Wetzikon (GP Wetzikon)                     | Roland Liboton     | Hennie Stamsnijder | Henk Baars         |                              |
| 10 | 15 février   | Zillebeke (Cyclo-cross de Zillebeke)       | Roland Liboton     | Hennie Stamsnijder | Yvan Messelis      | Roland Liboton               |

### Classement général
| Pos | Coureur            | Points |
| --- | ------------------ | ------ |
| 1   | Roland Liboton     | 137    |
| 2   | Hennie Stamsnijder | 122    |
| 3   | Paul De Brauwer    | 99     |
| 4   | Martin Hendriks    | 83     |
| 5   | Henk Baars         | 77     |
| 6   | Frank van Bakel    | 63     |
| 7   | Huub Kools         | 59     |
| 8   | Klaus-Peter Thaler | 55     |
| 9   | Yvan Messelis      | 51     |
| 10  | Rein Groenendaal   | 48     |